# Uzana (Bulgarie)

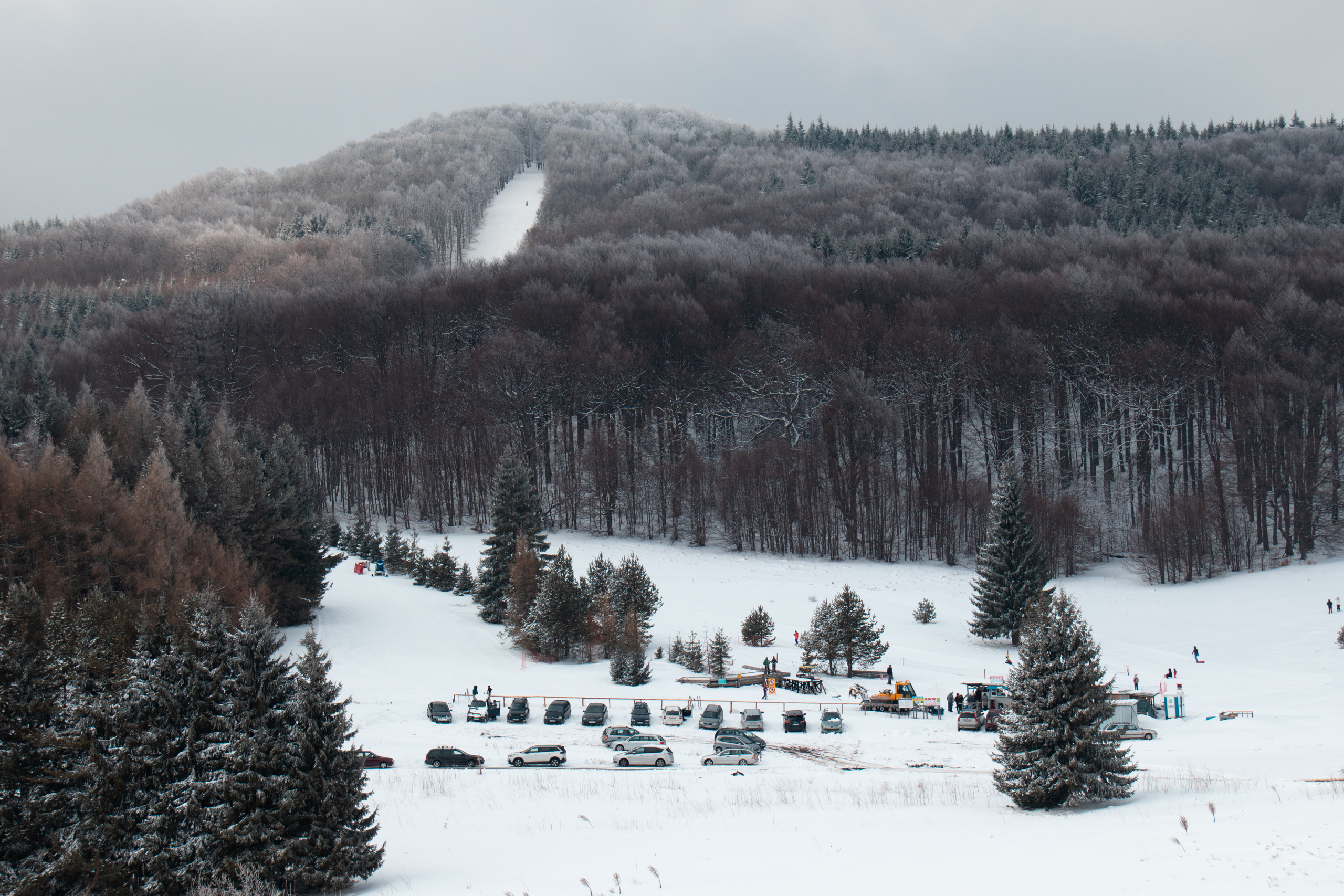
Vue aérienne de la station d'Uzana

Uzana (en bulgare: Узана) est une station de ski située à 1 420 m d'altitude au pied du mont Ispolin proche de Gabrovo.
La station donne accès au parc naturel de Bulgarka dans les montagnes des Balkans.